# Direzione generale per la promozione del sistema paese
La Direzione Generale per la promozione del Sistema Paese (DGSP) è una delle nove Direzioni Generali in cui si articola la struttura del Ministero degli Affari Esteri. Nell'attuale ripartizione delle funzioni e competenze tra gli uffici del Ministero, la DGSP è la direzione che, in linea generale, tratta la promozione estera delle componenti del Sistema Paese (economia, cultura e scienza) nel loro insieme, incluse le attività delle Regioni e di altre Autonomie territoriali ed assicura il sostegno ai loro interessi ed alle loro esigenze complessive di internazionalizzazione.

## Riforme
Le aree tematiche attualmente di competenza della DGSP, rispondendo alle nuove esigenze della politica estera, riflettono la riorganizzazione del Ministero degli esteri contenuta nel decreto del Presidente della Repubblica 19 maggio 2010, n. 95. che dà attuazione alle norme della legge 133/2008 le quali impongono la riduzione degli assetti organizzativi delle Amministrazioni centrali dello Stato. Con la riforma del 2010 è stata abbandonata la precedente distinzione, in vigore dal 2001, tra Direzioni Generali con competenze geografiche e Direzioni Generali con competenze tematiche, e viene adottata invece, in analogia a quanto avviene nei Ministeri degli Esteri dei principali altri Paesi europei, una nuova articolazione fondata su un numero più ridotto di Direzioni Generali divise per macro-aree tematiche, coincidenti con le aree di priorità della politica estera: Affari politici e sicurezza, Mondializzazione e questioni globali, promozione del Sistema Paese, Unione europea, Direzione Generale per gli italiani all'estero e le politiche migratorie e Direzione generale per la cooperazione allo sviluppo.
In tale contesto, al direttore generale per la promozione del Sistema Paese spetta la competenza primaria nella trattazione delle questioni tematiche e geografiche riguardanti la promozione nel loro insieme delle componenti del sistema Paese e il sostegno alle loro esigenze complessive.

## Funzioni
La Direzione Generale per la promozione del Sistema Paese:
a) assicura, d'intesa con le altre Direzioni generali competenti, anche attraverso la rete degli uffici all'estero, la coerenza complessiva delle attività di promozione, sostegno e valorizzazione con l'estero del Paese e di tutte le sue componenti;
b) cura la diffusione della lingua, della cultura, della scienza, della tecnologia e della creatività italiane all'estero, anche attraverso il coordinamento e la gestione della rete degli istituti di cultura e degli addetti scientifici; tratta le questioni culturali e scientifico-tecnologiche in relazione a enti e organizzazioni internazionali;
c) promuove, nel rispetto delle competenze delle altre amministrazioni dello Stato e d'intesa con queste, anche in relazione ad enti di rispettivo riferimento, l'internazionalizzazione del sistema Paese e segue i rapporti con le realtà produttive italiane e le relative associazioni di categoria, nonché con le Regioni e le altre autonomie locali per quanto attiene alle loro attività con l'estero;
d) promuove e sviluppa, d'intesa con le altre competenti amministrazioni dello Stato, iniziative dirette a sostenere l'attività all'estero delle imprese italiane ed a favorire gli investimenti esteri in Italia;
e) partecipa alle attività e si coordina con gli enti ed organismi di diritto italiano che assolvono a compiti relativi alla materia del credito e degli investimenti all'estero;
f) adotta le opportune iniziative per agevolare l'attività presso università ed enti di ricerca italiani di docenti e ricercatori stranieri, nonché l'attività presso università ed enti di ricerca straniera di docenti e ricercatori italiani;
g) cura le attività di competenza del Ministero degli affari esteri relative alle borse di studio, nonché agli scambi giovanili;
h) promuove, d'intesa con le competenti amministrazioni pubbliche, la collaborazione internazionale e bilaterale nel settore dello sport;
i) sovrintende all'attività svolta per le autorizzazioni dei materiali di armamento e segue, d'intesa con le altre competenti amministrazioni dello Stato, le questioni di competenza attinenti alla politica di esportazione ed importazione degli armamenti e dei materiali a doppio uso.

## Organizzazione
A capo della Direzione Generale per la promozione del Sistema Paese, così come delle altre Direzioni Generali del Ministero Affari Esteri, vi è un Direttore Generale.
La Direzione Generale per la promozione del Sistema Paese (DGSP) si articola in otto uffici e in due unità.

### Uffici
Le competenze degli otto uffici in cui si articola la DGSP sono le seguenti.
L'ufficio I cura la promozione e il coordinamento delle iniziative di internazionalizzazione del sistema economico italiano. 
L'ufficio II si occupa di armonizzare e valorizzare le iniziative internazionali delle autonomie territoriali italiani, favorendone il raccordo in una cornice ordinata e condivisa.
L'ufficio III opera per la promozione della lingua e dell'editoria italiane, mentre l'ufficio IV ha la responsabilità per la promozione culturale e la rete degli Istituti Italiani di cultura.
L'ufficio V coordina le politiche e le azioni relative alle istituzioni scolastiche italiane all'estero. L'ufficio VI è competente in materia di promozione e cooperazione nel quadro degli accordi culturali multilaterali e di relazioni con l'UNESCO.
L'ufficio VII cura i rapporti con università ed istituti di istruzione superiore, nonché l'erogazione di borse di studio in favore di cittadini stranieri e di italiani residenti all'estero, mentre l'uff. VIII ha la responsabilità per la conservazione e valorizzazione del patrimonio artistico della Farnesina. 

### Unità
Fa parte della DGSP anche un'Unità, che si distingue dagli Uffici per il maggior numero di risorse umane impiegate e per il fatto di essere direttamente dipendenti dal Direttore Generale. 
L'Unità per la Cooperazione scientifica e tecnologica bilaterale e multilaterale ha l'obiettivo di favorire la diffusione della scienza e della tecnologia italiana all'estero, attraverso programmi di cooperazione bilaterali, nonché per il tramite della rete di addetti scientifici presso le rappresentanze diplomatiche all'estero.